# Michael De Cock
Michael De Cock (Mortsel, 25 december 1972) is een Vlaamse acteur en theatermaker. Daarnaast is hij actief als schrijver, vertaler en regisseur. Hij werd bekend met zijn rol als Kristoff Verbist in Thuis, die hij speelde van 1997 tot 2001.
Hij speelde ook nog gastrollen in onder andere Flikken (Olivier Cools & Jan, de echtgenoot van Emma Boon), Sedes & Belli, Spoed en Witse.
Hij had ook een gastrol in de politieserie Aspe
In 2006 werd Michaël De Cock directeur van theatergezelschap 't Arsenaal in Mechelen. 
In 2015 behaalde hij voor Veldslag om een hart een Boekenleeuw.
In september 2016 volgde hij Jan Goossens op als hoofd van de Koninklijke Vlaamse Schouwburg in Brussel. Hij wordt ook de voorzitter van filmfestival MOOOV na de editie van 2015.
In 2016 speelde hij een van de hoofdrollen in fictieserie De 16.
- Bibliothèque nationale de France: cb151187979 (data)
- Gemeinsame Normdatei: 1032833769
- International Standard Name Identifier: 0000 0003 6905 9134
- Library of Congress Control Number: n2016015228
- Nationale Bibliotheek van Letland: 000256792
- MusicBrainz: 0d101760-894a-4f14-9f50-be69fbebdc3d
- Nederlandse Thesaurus van Auteursnamen: 204474515
- Système universitaire de documentation: 11132193X
- Virtual International Authority File: 291465014
- WorldCat: E39PBJvxrpDprtYXXdmxDdcVmd